# 가든 스퀘어

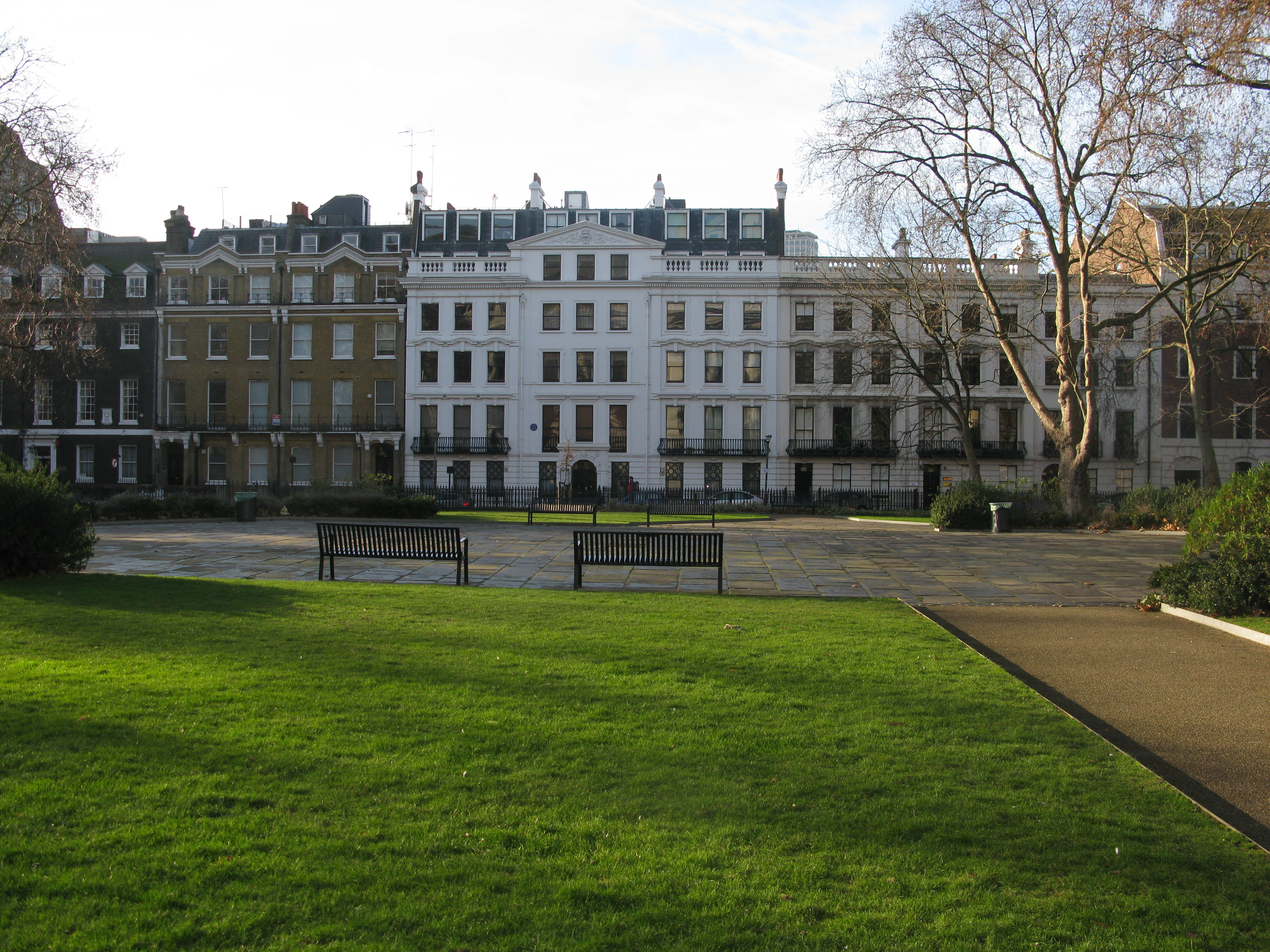
블룸스버리 스퀘어

가든 스퀘어(garden square)는 전체 또는 실질적으로 건물로 둘러싸인 도시 지역의 일종의 공동 정원이다. 일반적으로 이러한 정원은 일반 대중이 접근할 수 있게 된 이후에 형성된 공공 및 사립 공원에 계속해서 적용된다. 전형적인 가든 스퀘어는 높은 테라스 하우스와 기타 유형의 타운하우스로 둘러싸여 있다. 주변 주민들의 편의를 위해 설계되었기 때문에 공공 모임 장소로 설계된 마을 광장과 미묘하게 구별된다. 고유한 사적 역사로 인해 전용 보도 패턴을 가질 수 있으며, 단단한 표면이나 큰 기념물보다 훨씬 더 많은 식물이 있는 경향이 있다.

## 같이 보기
- 공원
- 안마당
- 영국의 건축